# West Godavari (distrikt)
West Godavari (telugu: పశ్చిమ గోదావరి జిల్లా) er et distrikt i den indiske delstat Andhra Pradesh. Distriktets hovedstad er Eluru. 

## Demografi
Ved folketællingen i 2011 var der 3.934.782 indbyggere i distriktet, mod 3,803,517 i 2001. Den urbane befolkningen udgør 20,55 % af befolkningen.
Børn i alderen 0 til 6 år udgjorde 9,24 % i 2011 mod 12,08 % i 2001. Antallet af piger i den alder per tusinde drenge er 970 i 2011, det samme som i 2001.

## Inddelinger

### Mandaler
I Andhra Pradesh er mandal det tredje administrative niveau, under staten og distrikterne. West Godavari distrikt har 46 mandaler.. 
1. Jeelugumilli
2. Buttayagudem
3. Polavaram
4. Thallapudi
5. Gopalapuram
6. Koyyalagudem
7. Jangareddigudem
8. T.Narasapuram
9. Chintalapudi
10. Lingapalem
11. Kamavarapukota
12. Dwarakatirumala
13. Nallajerla
14. Devarapalle
15. Chagallu
16. Kovvur
17. Nidadavole
18. Tadepalligudem
19. Unguturu
20. Bhimadole
21. Pedavegi
22. Pedapadu
23. Eluru
24. Denduluru
25. Nidamarru
26. Ganapavaram
27. Pentapadu
28. Tanuku
29. Undrajavaram
30. Peravali
31. Iragavaram
32. Attili
33. Undi
34. Akiveedu
35. Kalla
36. Bheemavaram
37. Palakoderu
38. Veeravasaram
39. Penumantra
40. Penugonda
41. Achanta
42. Poduru
43. Palakol
44. Yelamanchili
45. Narasapuram
46. Mogalthur